# 山県就相
山県 就相／山縣 就相（やまがた なりすけ）は、戦国時代から安土桃山時代にかけての武将。毛利氏家臣で、毛利水軍の将の一人。

## 生涯
安芸国佐東郡山縣を本拠とし、源頼政の子孫と伝えられる安芸山県氏に生まれる。
天文11年（1542年）から始まる大内義隆の出雲遠征に従軍し、天文12年（1543年）3月14日の月山富田城の菅谷口における合戦において武功を挙げて、同年3月20日に毛利元就・隆元父子から感状を与えられた。
天文16年（1547年）閏7月6日、毛利元就から「左衛門大夫」の官途名を与えられ、天文21年（1552年）5月11日には安芸国安芸郡戸坂本地の内の田畠40貫を知行地として与えられる。
天文23年（1554年）5月上旬、陶晴賢に属する屋代島（周防大島）の警固船が、佐東銀山城や備後国にある陶方の諸城に兵糧を運び込むために厳島神社の神領である安芸国佐伯郡大野に差し掛かったため、就相や飯田義武ら毛利水軍の諸将が警固船を率いて襲撃し、兵糧を奪取した。
天文24年（1555年）6月、陶晴賢が安芸国佐伯郡の山里・津田に出陣する風聞があったことで廿日市への陶軍の攻撃を予想した元就は、同年6月23日に毛利水軍の将である就相と福井元信に対して、佐東郡に陣触れを出して桜尾城へ出陣することを命じ、陶晴賢の動向次第では直ちに自ら出陣する旨を伝えている。同年8月30日、元就が9月2日に厳島神社の神領への出陣するため、福井元信と共に佐東郡の元就被官だけでなく在郷の者に対して陣触を行うように命じられる。
弘治2年（1556年）7月に尼子晴久が石見銀山と山吹城攻略のために石見国へ侵攻すると、7月29日に援軍として石見国邑智郡阿須那に出陣する元就から、就相も急ぎ同道することを命じられたが、その日の夜中に石見国邇摩郡忍原において毛利軍が尼子軍に敗北した（忍原崩れ）との報せが届いており、翌7月30日に元就は安芸国高田郡の北・生田に軍を進めて吉川元春らに助力する旨の書状を桂元澄に宛てて送っている。その後、就相は邑智郡都賀方面に出陣し、邑智郡佐波における合戦での尽力により、同年9月27日に元就から賞されている。
永禄12年（1569年）2月8日、北九州における大友氏との戦いが激化し、毛利輝元が長門国に下向するにあたって、元就は就相と福井就信に対し、輝元が佐東郡から桜尾城を経て周防国熊毛郡高水に陣を進める予定であると連絡し、輝元への馳走を求めている。同年10月の大内輝弘の乱においては、大内輝弘の襲撃を受けた高嶺城の救援に向かい、木原元次、木原元定、鵜飼元辰らと共に武功を挙げた。
元亀4年（1573年）2月9日、2年前に死去した毛利元就の菩提寺について毛利輝元から奉行に任じられた就相は児玉就方らと相談し、出雲国能義郡富田に日頼寺を建立することが決まると、直ちに富田に赴いて建立に着手した。この時の就相の辛労や気遣いがかなりのものであることを児玉就方から聞き及んだ吉川元春と小早川隆景は、同年3月28日に児玉就方を使者として就相のもとに派遣し、就相の辛労を労うと共に今後も日頼寺の建立に力を尽くすことを命じ、就相の辛労についてを輝元にも言上することを伝えている。同年6月5日、日頼寺の建立を援助することを決めた吉川元春は、就相を使者として井上家貞のもとに派遣し、出雲国大原郡大東の国人・多根元房の婿養子であった児玉就久とも内談して、日頼寺の作事のために番匠10人を派遣することを依頼している。
天正10年（1582年）、来島村上水軍の来島通総が羽柴秀吉の調略を受けて織田氏に寝返ると、安芸国五箇村にも来島氏と密接な関係を持つ者がいたためか不安に思った地下人らの騒動があったため、同年4月14日に毛利輝元は就相のもとに児玉春種を派遣して、騒動が収まるまで白島の正観寺に地下人らを入れて監視・保護する案について児玉就方と内談するよう命じている。
天正14年（1586年）の天正大地震を契機として豊臣秀吉が方広寺大仏（京の大仏）を造営した際、毛利氏にも大仏造営のための木材拠出が命じられ、毛利輝元は楢崎元兼を奉行に任じて木材の手配に当たっているが、天正17年（1589年）3月17日に就相は杣取等の辛労を労う書状を輝元から送られている。
文禄2年（1593年）7月13日に死去。